# SYMA Holding
Die SYMA Holding AG ist ein in der Schweiz ansässiges Messebau-Unternehmen und die Dachgesellschaft der internationalen SYMA-Gruppe.

## Geschichte
Das Unternehmen wurde 1961 von Marcel Strässle (1936–2021) im schweizerischen Kirchberg gegründet. 1967 wurde die SYMA Deutschland GmbH als erste Tochtergesellschaft eröffnet. Während der ersten Jahre war das Unternehmen Zulieferer von Modulsystemen aus Aluminium für andere Messedienstleister, ab 1971 agierte es auch aktiv selbst als Messestandbauer. 1984 wurde die SYMA Hong Kong Trend/SYMA Asia gegründet, welche 1996 einen Marktanteil von 28 % am chinesischen Messebau-Markt einnahm. Die verschiedenen Beteiligungen des Unternehmens werden seit 1976 von der SYMA Holding AG verwaltet. Dazu zählen Tochterfirmen in der Schweiz, Österreich, Deutschland, Tschechien und China. 1993 war das Unternehmen durch sein Netzwerk in 40 Ländern vertreten. SYMA hält verschiedene Patente für Systemtechnik, die von der SYMA Intercontinental AG verwaltet werden.

## Produktsegmente
Die Leistungen werden in zwei Segmente eingeteilt.

### Individueller Standbau
Der individuelle Standbau wird auch als konventioneller Standbau bezeichnet. Hierbei werden verschiedene Messebaumaterialien, wie etwa Holz, Metall oder Kunststoff, relativ frei dazu eingesetzt, um oftmals aufwendigere oder sehr spezifische Messestände für Messen oder Veranstaltungen zu errichten. 2017 erwirtschaftete SYMA mit dieser Sparte zwei Drittel seines Umsatzes.

### Modulstandbau
Modulstandbau – auch als Systembau bekannt – beschreibt die Realisierung von Ständen mit vorgefertigten, passgenauen Modulen, die, ähnlich einem Baukasten, auf verschiedene Weisen verknüpft werden können. Der Modulstandbau entstand in den 1960er und 1970er Jahren und ist mit dem Aufkommen von Aluminium als wiederverwendbares Standmaterial verbunden. Das von SYMA in den 1960er Jahren entwickelte modulare Messesystem konnte zuerst in der Schweiz und Mitteleuropa und später auch auf internationaler Ebene eine starke Marktstellung bei Systemständen einnehmen. Neben dem Standbau werden die SYMA-Module auch für den Ladenbau, Vitrinen und als Museumsausstattung eingesetzt. Für ihren „Green Stand“ in Systembauweise wurde die SYMA System GmbH 2018 mit dem österreichischen Umweltzeichen zertifiziert.